# Stylatula darwini
Stylatula darwini är en korallart som beskrevs av Rudolf Albert von Kölliker 1870. Stylatula darwini ingår i släktet Stylatula och familjen Virgulariidae. Inga underarter finns listade i Catalogue of Life.